# Félix Roussel (paquebot)
Pour les articles homonymes, voir Félix Roussel (homonymie).
Le Félix Roussel est un paquebot français de la Compagnie des messageries maritimes, lancé le 17 décembre 1929 à Saint-Nazaire. Revendu en 1955 à la compagnie Arosa Lines, il est renommé Arosa Sun. À partir de 1960, il sert d'hôtel flottant pour les ouvriers d'une société néerlandaise à IJmuiden. Il est le sister-ship du Georges Philippar et de l’Aramis.

## Histoire

### Construction et débuts
Le Félix Roussel est construit dans les Chantiers de l'Atlantique de Saint-Nazaire. Lancé le 17 décembre 1929, il porte le nom d'un ancien président de la Compagnie des messageries maritimes, Félix Roussel, qui fut à la tête de la compagnie de 1914 à 1925. Il appartient à la série des « nautonaphtes ». Il est entre autres le sister-ship du Georges Philippar, qui sombre au retour de sa première traversée, emportant avec lui le journaliste Albert Londres. Ces navires, conçus comme des paquebots mixtes sont destinés aux longues traversées (environ un mois et demi) dans l'océan Indien et le Pacifique et de nombreuses escales. Ils se distinguent par leurs deux cheminées carrées et très courtes.
Il effectue son premier voyage au départ de Marseille le 26 février 1931 à destination du Japon. En 1932, il rapatrie de Chine les hommes et le matériel de la Croisière jaune de Citroën. En 1935, il est transformé (allongement, modification de l'étrave, augmentation de puissance des moteurs). Il continue sur la ligne de l'Extrême-Orient jusqu'en mars 1940.
Le navire se distingue par des installations très raffinées en première classe, de style Art déco, et certaines installations comme la salle à manger, les salons et la salle de musique s'inspirent de l'art khmer. Comme dans de nombreux paquebots de la compagnie construits sous la direction de Georges Philippar, la décoration s'inspire également de l'œuvre d'Alexandre Dumas, en particulier des Trois Mousquetaires. Des tapis sont commandés à la Société Tapis France Orient, en particulier celui du grand salon. Le navire dispose également d'un très grand nombre de places destinées aux permissionnaires et Français d'Indochine. La décoration d'une des cabines fut confiée à Yvonne Jean-Haffen.

### La Seconde Guerre mondiale
Au début de la Seconde Guerre mondiale, il est réquisitionné par le Royaume-Uni à Suez. Il est réarmé par un équipage mixte de Français volontaires et de Britanniques mais sous pavillon britannique. Son premier transport de troupes se déroule en octobre 1940 lorsqu'il amène au sein d'un convoi des troupes australiennes et néo-zélandaises de l'ANZAC en Égypte et doit affronter en mer Rouge la marine italienne.
Il effectue de nombreux voyages de transport de troupes entre Bombay et l'Égypte. En février 1942, il participe héroïquement à l'évacuation de Singapour sous le feu de l'armée japonaise. Il est à cette occasion cité à l'ordre de l'armée. Il passe ensuite sous pavillon des Forces navales françaises libres. Jusqu'en 1945, il effectue de nombreux voyages comme transport de troupes.

### L'après-guerre
Le Félix Roussel reprend son service civil en 1946 sur la ligne de l'Extrême-Orient, puis subit une refonte importante à Dunkerque. Ses deux cheminées petites et carrées sont remplacées par une seule cheminée plus haute et ovale. Après cette refonte, il reprend son service le 22 septembre 1950 et reste sur cette ligne jusqu'en 1955. À cette date, il est revendu à la compagnie suisse Arosa Lines qui l'exploite sous le pavillon de Panama sur la ligne Bremerhaven—Québec (la compagnie rachète deux ans plus tard un autre prestigieux navire de la Compagnie des messageries maritimes, La Marseillaise). En 1960 la compagnie fait faillite, et le Félix Roussel, renommé Arosa Sun, est vendu à une société sidérurgique hollandaise qui l'utilise comme hôtel flottant pour ses ouvriers à IJmuiden.
Le navire est finalement démoli à Bilbao en 1974.